# یاماشینا توکی‌تسونه
یاماشینا توکی‌تسونه (به ژاپنی: 山科言経) ( ۱۵۴۳ - مرگ  ۱۶۱۱) پسر یاماشینا توکی‌تسوگو یک کوگه (یک منصب اشرافی) در دوره آزوچی-مومویاما بود. وی نویسنده کتاب توکی‌تسونه کئوکی یکی از منابع تاریخی ژاپن است.